# Élection présidentielle américaine de 1788-1789
L'élection présidentielle américaine de 1788-1789 est la première élection présidentielle organisée aux États-Unis.
Malgré sa volonté de rester en retrait des affaires du pays depuis la fin de la guerre d'indépendance, George Washington est élu à l'unanimité comme premier président des États-Unis par le Collège électoral.

## Contexte
Avant l'adoption de la Constitution en 1787, les États-Unis n'avaient pas de chef d'État à proprement parler. Jusqu'alors, le pays était un régime parlementaire et le pouvoir exécutif — très limité — était exercé par le président du Congrès de la Confédération. Cependant, les Articles de la Confédération n'étaient plus adaptés, la délimitation et la séparation des pouvoirs n'étant pas garantie. En 1785, George Washington constatait que « les rouages du gouvernement sont bloqués », illustrant la faiblesse des règles institutionnelles établies.
La rédaction et l'adoption de la Constitution furent deux longs processus. Après l'échec de la Convention d'Annapolis en 1786, la Convention de Philadelphie se réunit à partir du 25 mai 1787 pour tenter de déboucher sur l'adoption d'une constitution. Trois mois de travaux sont nécessaires pour aboutir, les disputes étant nombreuses entre les grands États — État de New York, la Virginie ou le Massachusetts — et les petits États — Rhode Island ou Caroline du Sud — sans que la question de l'esclavage soit réglée. Il ne fut d'ailleurs jamais mentionné directement. De la mi-juin à la mi-juillet 1787, les conventionnels ne discutent que de la question de la représentation des petits États. La convention se sépare le 17 septembre 1787, laissant place au processus de ratification de la Constitution. Les conventionnels décident que la Constitution pourrait entrer en application dès que neuf États l'aurait ratifiée. Au moment de l'élection, deux États n'avaient toujours pas ratifié : le Rhode Island et la Caroline du Nord. Dans ces deux États, les antifédéralistes sont très puissants. Par ailleurs, le Rhode Island avait refusé d'envoyer des délégués à Philadelphie.

## Modalités
Avant de se séparer, le Congrès de la Confédération a fixé le calendrier pour l'installation des institutions :
- Janvier 1789 : élection du président et du vice-président
- Février 1789 : élection de la Chambre des représentants et des assemblées locales
- Mars 1789 : réunion du Congrès des États-Unis et ratification des résultats de l'élection présidentielle

Cependant, le calendrier ne peut être respecté du fait de la lenteur des communications et des aléas liés aux conditions météorologiques. Ainsi, les grands électeurs sont désignés le 7 janvier 1789 mais ne se prononcent que le 4 février suivant.
Jusqu'à l'adoption du XIIe amendement en 1804, le président et le vice-président sont élus séparément lors du même scrutin par les grands électeurs désignés par les États. Le processus de désignation des grands électeurs est différent selon les États.
Parmi les treize membres de la fédération, seuls dix États participèrent cependant à l'élection. En effet, la Caroline du Nord et le Rhode Island n'avaient pas encore ratifié la Constitution et ne pouvaient donc pas désigner d'électeurs. Quant à l'État de New York, il fut incapable de désigner les huit électeurs auquel il avait droit car les membres de son parlement ne purent aboutir à un vote majoritaire avant la date limite.
Parmi les dix autres États, quatre — Caroline du Sud, Connecticut, Géorgie et New Jersey — désignèrent leurs grands électeurs par voie législative. Les six derniers intégrèrent diverses formes de vote populaire dans le processus. Le Massachusetts en désigna deux directement par son parlement, les huit autres étant choisis par celui-ci parmi les deux candidats dans chaque district ayant reçu le plus de suffrages. Le New Hampshire utilisa une méthode de désignation globale d'une liste majoritaire sur l'ensemble de l'État (de façon analogue à ce qui est pratiqué actuellement) mais avec des conditions de majorité, à charge pour le parlement de l'État de désigner les grands électeurs si celles-ci n'étaient pas respectées. Enfin, le Delaware, le Maryland, la Pennsylvanie et la Virginie choisirent une désignation des grands électeurs par élection directe, mais suivant plusieurs systèmes : le Maryland et la Pennsylvanie de façon similaire au New Hampshire mais sans aucune restriction de majorité, la Virginie en choisissant un électeur par district électoral, le Delaware en désignant les trois candidats ayant recueilli le plus grand nombre de suffrages. L'un des districts de la Virginie ne put désigner l'un des grands électeurs.

## Résultats

### Vote populaire
| Tendance        | Votes  | Pourcentage |
| --------------- | ------ | ----------- |
| Fédéralisme     | 39 624 | 90,5 %      |
| Antifédéralisme | 4 158  | 9,5 %       |
| Total           | 43 782 | 100,0 %     |

### Collège électoral
La taille théorique du collège électoral était de 81 grands électeurs. L'État de New York ne put désigner ses huit grands électeurs, ce qui arriva également à l'un des districts de Virginie. Par ailleurs, deux grands électeurs du Maryland et un de Virginie ne prirent pas part au vote. Au total, 69 grands électeurs participèrent à l'élection du président.
Chacun des grands électeurs reçut deux voix, à allouer à deux candidats, pour un total de 138 voix. George Washington fut nommé par l'intégralité du collège électoral et fut élu président par 69 voix. John Adams arriva en deuxième place avec 34 voix et fut élu vice-président. Le tableau suivant détaille les votes reçus par chaque candidat.
| Candidat                | Grands électeurs |
| ----------------------- | ---------------- |
| George Washington       | 69               |
| John Adams              | 34               |
| John Jay                | 9                |
| Robert H. Harrison (en) | 6                |
| John Rutledge           | 6                |
| John Hancock            | 4                |
| George Clinton          | 3                |
| Samuel Huntington       | 2                |
| John Milton (en)        | 2                |
| James Armstrong         | 1                |
| Benjamin Lincoln        | 1                |
| Edward Telfair (en)     | 1                |

## Conséquences et suite
Le 4 mars 1789, le premier Congrès des États-Unis se réunit à New York. Le 6 avril suivant, les résultats du collège électoral sont proclamés. George Washington est élu à l'unanimité comme premier président des États-Unis. Étant resté à Mount Vernon, George Washington prend connaissance des résultats. Trois semaines sont nécessaires pour arriver à New York, le convoi du président élu faisant de nombreuses haltes sur son parcours afin de rencontrer les Américains.
Le 30 avril 1789, George Washington est officiellement investi comme président au Federal Hall de New York — après sa prestation de serment devant Robert R. Livingston — où le Congrès est réuni en session conjointe. Alors que ce n'était pas mentionné dans la Constitution, il prêta serment sur une Bible. Cet usage fut respecté par la plupart de ses successeurs. Un grand feu d'artifice est ensuite tiré en son honneur.
Plusieurs mois sont nécessaires pour que George Washington constitue son cabinet.